# Алдо Капитини
Алдо Капитини (на италиански: Aldo Capitini) е италиански философ, общественик и поет.
Роден е на 23 декември 1899 година в Перуджа в семейството на общински чиновник. През 1928 година завършва философия в „Скуола нормале“ в Пиза, където след това започва да преподава. Той става най-активният италиански пропагандист на теориите на Махатма Ганди за ненасилието. Публичен противник на тоталитарния фашистки режим, той е принуден да напусне „Скуола нормале“ и до края на Втората световна война се издържа като частен учител в Перуджа. След това преподава в Калярския университет и Перуджанския университет.
Алдо Капитини умира на 19 октомври 1968 година в Перуджа.